# Pat Quinn
Patrick Joseph Quinn (n. el 16 de diciembre de 1948) es el 41° Gobernador de Illinois y miembro del Partido Demócrata de los Estados Unidos. Quinn se convirtió en gobernador de Illinois el 29 de enero de 2009, después de que su antecesor Rod Blagojevich, fuera objeto de un juicio político. Quinn perdió su reelección a Bruce Rauner en noviembre de 2014. Su mandato de gobernador acabó el 12 de enero de 2015.